# Rauenthaler Tunnel
Der Rauenthaler Tunnel ist ein 265 Meter (östliche Röhre) bzw. 256 Meter (westliche Röhre) langer Eisenbahntunnel in Wuppertal.

## Geschichte
Das 1889 eröffnete Bauwerk folgt unmittelbar auf den Bahnhof Oberbarmen an der Strecke über Remscheid-Lennep nach Opladen der Bergisch-Märkischen Eisenbahngesellschaft und ersetzte eine frühere oberirdische Streckenführung durch das Zentrum des Wuppertaler Stadtteils Heckinghausen.
Am 13. März 1945 flogen bei den Luftangriffen auf Wuppertal zwischen 15.40 und 16.20 Uhr 344 alliierte Bomber den Osten der Stadt an, mit den Bahnanlagen als Ziel. 3600 Spreng- und 140.000 Brandbomben wurden abgeworfen, wobei auch das östliche Portal des Rauenthaler Tunnels verschüttet wurde. Hier waren etwa 350 Menschen eingeschlossen, die vor den Luftangriffen Schutz gesucht hatten und von denen nur 270 bis zum nächsten Tag geborgen werden konnten.
Die östliche Tunnelröhre ist seit dem Jahr 2005 wegen Schäden am Mauerwerk für den Zugverkehr gesperrt. Zwischen dem Betriebsbahnhof Rauenthal und Oberbarmen ist seit dem nur eine eingleisige Betriebsführung möglich. 
Die Deutsche Bahn kündigte 2020 an, den Tunnel bis 2029 umfangreich umzubauen. Die beiden eingleisigen Tunnelröhren sollen zu einer zweigleisigen Tunnelröhre aufgeweitet werden. Perspektivisch werden so durch die entsprechende Dimensionierung die Voraussetzungen für eine Elektrifizierung geschaffen. Auch eine Geschwindigkeitserhöhung könnte durch die „Erneuerung des Tunnels und die Veränderung der Trassierung“ entstehen. Als Baubeginn wird nun Januar 2027 angegeben.
Die Südportale vor dem Betriebsbahnhof Rauental befinden sich neben dem Langerfelder Tunnel.